# 國立美國印第安人博物館
國立美國印第安人博物館（英語：National Museum of the American Indian）是美國華盛頓特區的一家博物館，收藏展示有關美洲原住民的展品。博物館是史密森尼學會的一部分 。博物館擁有三個分馆：一是美国印第安人国家博物馆位于华盛顿特区国家广场，于2004年9月21日开幕。 二是乔治·古斯塔夫·海伊中心，位于纽约市亚历山大·汉密尔顿海关大楼。 三是文化资源中心，是一个研究和收藏机构，位于马里兰州苏特兰。

## 外部連結
- Official website（页面存档备份，存于）
- Photo tour of the National Museum of the American Indian（页面存档备份，存于）
- A Visitor's Experience: The National Museum of the American Indian（页面存档备份，存于）
- National Museum of the American Indian George Gustav Heye Center（页面存档备份，存于）